# تكييف الهواء بالطاقة الشمسية

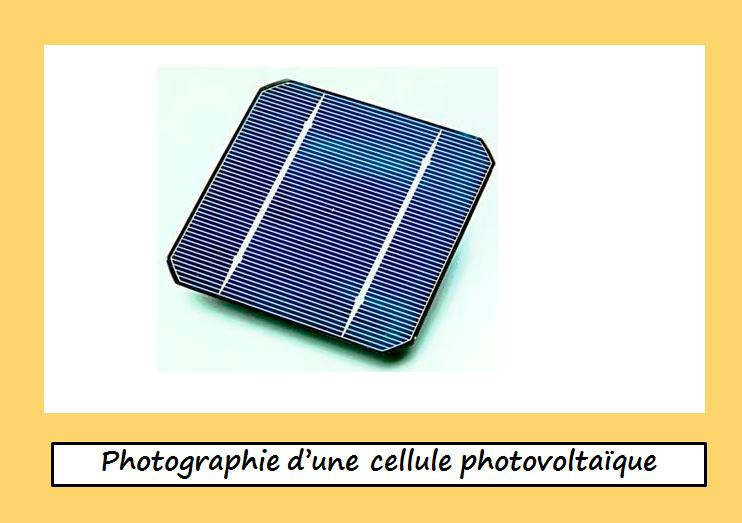
خلية ضوئية تستخدم السيليكون

تكييف الهواء بالطاقة الشمسية (بالإنجليزية: Solar air conditioning)‏ يشير إلى أي نظام تبريد للهواء يستخدم الطاقة الشمسية.
هذا التبريد يمكن إجراؤه عن طريق إحدى الطرق التالية والتي تشمل: الطاقة الشمسية السلبية، تحويل الطاقة الحرارية الشمسية، وتحويل الطاقة الشمسية الضوئية إلى كهربائية. قانون الاستقلال في الطاقة والأمن في الولايات المتحدة الأمريكية لعام 2007 قام بتحديد رأس مال لتمويل المشاريع البحثية التي تقوم على التركيز على تطوير برامج التكييف الهوائي باستخدام الطاقة الشمسية والبرامج التطويرية المحددة لهذا الهدف، البرامج التي سيتم تمويلها يجب أن تطور وتستخدم أساليب تكنولوجية حديثة وإبداعية وأن تستخدم مدى إنتاج كمي واقتصادي. إن هذا النظام سيلعب دورا هاما في تصميم المباني ذات الطاقة الصفرية والمباني ذات الطاقة الموجبة.

## الحلقة الشمسية المفتوحة A/C باستخدام المجففات
يتم تمرير الهواء من خلال مجففات صلبة مثل السيليكا جل أو مادة الزيوليت ليتم سحب الرطوبة من الهواء للسماح بحدوث دورة تبريد فعالة عن طريق التبخير. هذه المواد المجففة يتم إعادة انتاجها من جديد باستخدام الطاقة الشمسية الحرارية لتنشيفها بطريقة ذات فعالية اقتصادية وغير مبذرة للطاقة في دورة مستمرة الحدوث. النظام الضوئي باسطتاعته ان يزود مروحة هوائية تعمل على طاقة منخفضة، كما يمكنه تزويد محرك ليقوم بتدوير قرص ضخم بطئ مملوء بالمواد المجففة.
نظام التهوية وانعاش الطاقة يقوم بتزويدنا بطريقة محكمة التحكم بها لتهوية المنازل بينما نقلل من نسبة الطاقة المفقودة. فبهذه الطريقة يمرر الهواء خلال عجلة المحتوى الحراري (والتي تحتوي في الغالب على جل السيليكا) ليتم تقليل تكلفة هواء التدفئة المستخدم شتاء والذي يقوم على تحويل الحرارة من دافئة داخل الهواء المستنزف بداخلها والذي يخرج هواء نقيا باردا3. وفي الصيف يبرد الهواء القادم من الخارج للتقليل من تكاليف التبريد والتهوية. يمكن لهذه المراوح والمحركات ان تكون نظام ذو فعالية من حيث التكلفة ومدعوم من الطاقة الشمسية بينما يتم تعزيز الحمل الحراري الطبيعي الذي يستنفد باعداد مدخنة تجبر الهواء الهابط ليقوم بالتدفق والإشعاع.
المواد المجففة مثل كلوريد الكالسيوم يمكن خلطها مع الماء لانتاج شلال مائي جذاب معاد تدويره والذي يقوم بسحب رطوبة هواء الغرفة باستخدام طاقة الحرارة الشمسية ليقوم باعادة إنتاج المادة السائلة (اعادتها للحالة السائلة) بالإضافة إلى استخدام مضخة مياه تعمل بالطاقة الكهربائية المخفضة 4.
انظمة التبريد الشمسية النشطة والموجودة داخل مجمعات حرارية شمسية تزود مخزون طاقة لانظمة التبريد المستخدمة للمواد المجففة:
لقد تم دراسة معبأة عمود الهواء السائل في تطبيق لازالة الرطوبة الجوية وإعادة انتاجها في انظمة تكييف الهواء التي تستخدم المواد المجففة. هذه الدراسة مثلت أحد الانظمة النظرية الذي تم تطويره ليتوقع اداء الاداة تحت ظروف وشروط مختلفة. لقد تم استخدام انظمة وبرامج حاسوبية لمحاكاة الواقع لكثير من هذه التجارب اعتمادا على هذا النموذج، ويدل هذا على المدى الواسع لتطبيقات تغير نسب رطوبة الهواء ونسب تركيز المواد المجففة.
لقد تم بناء حهاز تجريبي وتم إجراء العديد من التجارب العملية باستخدام مادة المونوايثيلين جليكول وبروميد الليثيوم كمواد مجففة. هذه التجارب المعتمدة على مادة المونوايثيلين قامت باظهار نتائج غير دقيقة واشارت إلى بعض المشاكل في التطبيقات العملية المرتبطة باستخدام مادة الجليكول. بينما اظهرت تجارب LiBr توافق جيد جدا مع النموذج النظري. التسخين القبلي أو الاولي للهواء قد اعتمد على انه يقوم باعادة إنتاج المواد المجففة بشكل كبير. المعبأة العمود ية اظهرت نتائج فعالة لمزيلات الرطوبة/معيد إنتاج للرطوبة، كما تساعد على انخفاض ضغط المقدمة عن طريق استخدام نظم تعبئة وتغليف مناسبين.

## النظام السلبي للتبريد الشمسي
في هذا النوع من التبريد الحراري الشمسي لا يتم استخدام الطاقة بشكل مباشر لانتاج بيئة وجو بارد أو حتى القيام بدفع أي عملية تبريد مباشر. فعوضا عن ذلك يهدف تصميم هذه الابنية لتخفيض معدل انتقال الحرارة إلى المبنى في فصل الصيف وتحسين عملية ازالة وسحب الحرارة الغير مرغوب فيها من المبنى. هذا النوع من التكييف يشتمل على مثال فعال لفهم ميكانيكية وعملية انتقال الحرارة، التوصيل الحراري، والحمل الحراري، والإشعاع الحراري خاصة من الشمس.
على سبيل المثال: إحدى العلامات على نظام حراري سيئ وغير كفؤ هي ارتفاع درجة الحرارة في العلية صيفا إلى درجة حرارة تعلو اعلى نسب درجة الحرارة في الهواء الخارجي للعلية. هذا الارتفاع يمكن التخلص منه أو تقليله باستخدام سقف بارد أو سقف اخضر حيث ان هذا النوع من الاسطح يمكنه التقليل من درجة حرارة السطح ب 70 درجة فهرنهايتية أو ما يعادل 40 درجة سيليسيوزية. ان وجود حاجز للاشعاعات أو فجوة هوائية تحت السقف يمكنه ان يعيق ما نسبته 97% من الإشعاعات القادمة من سقف تم تسخينه باشعة الشمس الحارة.
ان انجاح عملية التبريد الشمسي السلبي يكون أكثر سهولة عندما تستخدم في تصميم البيوت قبل بنائها مقارنة بتبني نظام تبريد شمسي لبناء تم انشاؤه مسبقا. هناك العديد من انظمة التصميم التي تختص بتفاصيل معينة في نظم التبريد الشمسي السلبي بل انه يعتبر من أهم العناصر الاساسية لتصميم الابنية ذات الطاقة صفر في الأجواء الحارة.

## طاقة الشمسية حلقة مغلقة امتصاص والتبريد الادمصاصي
فيما يلي الانظمة التكنولوجية الأكثر استخداما في انظمة الحرارة الشمسية المغلقة الحلقة:
- امتصاص: NH 3 / H 2 O أو الأمونيا / المياه
- امتصاص: الماء / الليثيوم بروميد
- امتصاص: الماء / ليثيوم كلوريد
- امتصاص كيميائي: الماء / السيليكا جل أو المياه / الزيوليت
- امتصاص كيميائي: ميثانول / الكربون المنشط 6

يستخدم نظام التبريد الشمسي النشط مجمعات حرارية شمسية لتوفير طاقة حرارية لتحريك أو تزويد المبردات الحرارية وهي عادة ما تكون مبردات الامتصاص أو الاضمصاص7. على سبيل المثال المجمع الحراري سوبوجي Sopogy يوفر ويقوم بتزويد الطاقة الشمسية عن طريق تركيز اشعة الشمس على انبوب تجميعي وتسخين السائل الناقل للحرارة والمعاد تدويره داخل نظام التبريد8. الطاقة الحرارية المنتجة من هذا النظام يتم استخدامها دمجا مع المبردات الامتصاصية لتوفير مصدر متجدد من التبريد الصناعي9.
هناك بدائل متعددة للمبردات القائمة على اساس الضغط والتي يمكن ان تقلل من استهلاك الطاقة وبنفس الوقت تقلل من الاهتزازات والإزعاج الذي قد ينتج من مثل هذه الاجهزة. كما انه يمكن استخدام طاقة الحرارة الشمسية للحصول على تبريد أفضل في فصل الصيف وتسخين المياه المحلية والمبني في فصل الشتاء. يتم استخدام دورات التبريد الامتصاصية الاحادية أو الثنائية أو حتى الثلاثية التكرار في تصميمات مختلفة لانظمة التبريد بالطاقة الحرارية الشمسية.
المبردات الامتصاصية الفعالة تطلب مياه ذات درجة حرارة لا تقل عن 190 درجه فهرنهايتية أي ما يعادل 88 درجة سيلسيوز. أشهر الواح تجميع الطاقة الحرارية الشمسية المسطحة والغير باهظة الثمن تنتج مياه بدرجة حرارة 160 فهرنهايت أو 71 سيلسيوس. في المنشات واسعة المدى هناك العديد من المشاريع الناجحة اقتصاديا وعمليا في التشغيل على المستوى العالمي وهذه تشتمل على امثلة عديدة منها: تلك الموجودة في مقر ديكيكسا جيرال ديبوستوس في لشبونة والتي لديها 1579 متر و17000 قدم مربع من المجمعات الشمسية و 545 كيلو واط من طاقة التبريد، ومثال اخر تلك الموجودة في قرية الإبحار الأولمبية تشينغداو/الصين. في عام 2011 تم تشييد اقوى محطة في الكلية العالمية المتحدة في سنغافورة والتي ترتب عليها 1500 كيلو واط.
وقد اظهرت هذه المشاريع ان مجمعات الحرارة المسطحة وخاصة تلك التي طورت خصيصا لدرجات الحرارة فوق 200 ف أو 93 س (هذه تمثل صفات الزجاج المزدوج، وزيادة عزل المؤخر، وغيرها) يمكن ان تكون ذات كفاءة وفعالية اقتصادية. كما يمكن استخدام الألواح الشمسية ذات الانابيب المفرغة 10. مجمعات الطاقة الشمسية التي تستخدم في المبردات الامتصاصية تكون ذات فعالية اقل في الأجواء الرطبة الحارة، والمناخات الغائمة خاصة تلك التي عندها تكون درجات الحرارة منخفضة بين ليلة وضحاها كما ان الرطوبة النسبية تكون مرتفعة لدرجة غير مرغوب بها. حيث انه في هذه الأجواء يمكن تسخين المياه إلى 190 ف أو 88 س، ما يمكننا من تخزين واستخدام هذه المياه عندما تكون الشمس ليست مشرقة.
لدى مركز اودوبون البيئي في لوس انجلوس مثال على تركيب نظام تكييف شمسي هوائي11. كما تقوم شركة الغاز المحدودة لجنوب كاليفورنيا وشقيقتها في المرافق شركة سان دييغو للغاز والكهرباء بفحص مدى امكانية التطبيق العملي لانظمة التكييف بالطاقة الشمسية في مركز مصادر الطاقة خاصتهما في داوني، كاليفورنيا. تم تركيب المجمعات للطاقة الشمسية من Sopogy و HelioDynamicsعلى سطح مركز مصادر الطاقة التي تقوم بانتاج التبريد لانظمة التكييف الهوائي9. مثال اخر موجود في الامارت العربية المتحدة في مدينة مصدار حيث تقوم بفحص التاثير الامتصاصي المزدوج لانظمة التبريد باستخدام جامعات حوض Sopogy المكافئة 12، وصفيف ميروكس فريسنال والواح TVP الشمسية ذات قدرة امتصاصية عالية.
في اواخر القرن التاسع عشر، أكثر التغييرات شيوعا في المواد المبردة (المثلجة) المستخدمة في التبريد الامتصاصي كانت محلول الامونيا والماء. في الايام الحالية مركب الليثيوم والبروميد معا هو الأكثر استخداما. في هذه الانظمة الطرف الأول في انابيب انظمة التوسيع والتكثيف يتم تسخينها واما الطرف الثاني يبرد بشدة كافية لصنع الجليد. في السابق لقد تم استخدام غاز البروبان الطبيعي في الثلاجات المبردة الامتصاصية الترفيهية. ان استخدام تقنية مجمعات الطاقة الشمسية الحرارية للمياه الحارة المبتكرة يمكن استخدامها كمصدر حراري حديث وخال من الطاقة (حر من الطاقة).
منذ ما يقارب 150 سنة لقد استخدمت المواد المبردة الامتصاصية لصنع الجليد (قبل اخترع المصباح الكهربائي)14. هذا الجليد يمكن تخزينه واستخدامه كبطارية جليدية للتبريد عنما تكون الشمس غير مشرقة، حيث كانت في 1995 في طوكيو/اليابان في فندق اوتاني الجديد15. هناك نماذج حسابية متوافرة في المجال العام وتتحدث عن حسابات اداء التخزين للطاقة الحرارية المعتمدة على الجليد.
وحدة صنع الثلج الشمسية المعروفة ب ISAAC هي عبارة عن دورة امتصاص للطاقة الشمسية متقطعة للامونيا في المياه. هذه التقنية تستخدم حوض تجميع مكافئ لتجميع الطاقة الشمسية وتصميم فعال ومحكم لانتاج الجليد بدون وقود أو مدخلات كهربائية وأيضا بدون وجود اجزاء متحركة.
الصناع تشمل على الأسماء التالية،18SOLID و19Sopogy , و 20Mirroxx و 21TVP الشمسية للمنشات الصناعية، وClimateWell22 , و Fagor-Rotartica,SorTech وDaikin المستخدم في الغالب للانظمة السكنية.

## التبريد باستخدام الألواح الكهروضوئية الشمسية
يمكن للالواح الكهروضوئية الشمسية ان توفر الطاقة لأي نوع من أنواع التبريد بالطاقة الكهربائية سواء اكانت من النوع المعتمد على ضاغطة الهواء أو الأنواع الادمصاصية والامتصاصية. على الرغم من ان أشهر التطبيقات في هذا المجال هي تلك المستخدمة للضاغطات الا انها هي النوع الاقل كفاءة من بين أنواع التبريد الكهربائي.
لقد اعتبرت الألواح الكهروضوئية على انها تكنولوجيا التبريد الشمسية الأكثر استخداما في تبريد المشاريع التجارية والسكنية الصغيرة (ما يعادل اقل من 5 ميغا وط/امبير). السبب الحقيقي خلف استخدامها في مثل هذه المشاريع ما زال موضع نقاش الا من أكثر التفسيرات المتداولة هو الحوافز البنائية، والنقص في المعدات ذات الحجم المناسب للمشاريع السكنية في أنواع التبريد الأخرى، وظهور اجهزة تبريد ذات كفاءة أكبر، أو سهولة تركيب المعدات مقارنة بانواع التبريد الأخرى المستخدمة للطاقة الشمسية (مثل مشعات التبريد).
لان الكفاءة الاقتصادية للالواح الكهروضوئية تعتمد بشكل كبير على ادوات التبريد المستخدمة واعتمادا على ان الكفاءة متدنية المستوى لاجهزة التبريد الكهربائية حتى في الزمن القريب عرفت هذه الانظمة على انها لم تكن ذات جدوى اقتصادية دون أي اعانات أخرى. تعرف الألواح الكهروضوئية مقترنة ب 14 SEER على انها الانظمة الاقل كفاءة من بين جميع أنواع التبريد الشمسية الأخرى.ان استخدام طرق تبريد كهربائية ذات كفاءة أكبر وذات جدولة مالية ذات مدى أكبر سيغير مجريات هذا السيناريو.
على سبيل المثال: طاقة النجمملاحظة رقم1 الممثلة ب 100,000 وحدة حرارية بريطانية أمريكية صنفت المكيفات الهوائية ذات نسبة كفاءة موسمية عالية 14 SEER على انها تحتاج ما يعادل 7 كيلو واط من الطاقة الكهربائية لاظهار نتائج كاملة للتبريد في يوم حار. وهذا يتطلب ما يفوق على 7 كيلو واط من طاقة انظمة الكهروضوئية المنتجة للكهرباء (باستخدام متعقب شمسي ليلي-نهاري وفصلي ذو قدرة تتحمل 47 درجة في اختلاف درجة الحرارة بين الصيف والشتاء عند زاوية ارتفاع الشمس عن الأرض). هذه الخلايا الضوئية تنتج بكفاءة كاملة فقط في الايام المشمسة والتي تظهر فيها السماء صافية.
قد يصل ثمن المتعقب الشمسي للخلايا الشمسية ذات ال7 كيلو واط إلى ما يفوق 20,000 دولار أمريكي (علما بان اسعار معدات الخلايا الكهروضوئية تنخفض بمعدل 17% بالسنة الواحدة). هناك عوامل أخرى بامكانها ان تزيد من هذه التكلفة وهي تشتمل على البنية التحتية، والأسلاك، والتركيب، وتكاليف قانون اللجنة الوطنية للانتخابات. على سبيل المثال: تكلفة اللوح الشمسي ذو القدرة 3120 واط في نظم الربط تعادل 0.99 دولار لكل واط في الذروة، الا ان هذه التكلفة لا زالت تعادل 2.2 دولار لكل واط لكل ساعة ذروة. الانظمة الأخرى ذات قدرة وسعة مختلفة يمكن ان تكون تكلفتها أكبر إذا ما قررنا تناسي البطاريات الاحتياطية وتكلفتها والتي قد تكون كلفتها اعلى بكثير. نظرا لان شركات المرافق العامة اصدرت ما يسمى بنظام القياس الصافي المسموح به يمكن لنظامك الكهروضوئي الذي تستخدمه ان ينتج طاقة سنوية تكفي لمعادلة تكاليف تشغيل التكييف الهوائي على ان هذا يتوقف بدوره على مقدار التكاليف الكهربائية التي ترغب بالغائها أو تعويضها.

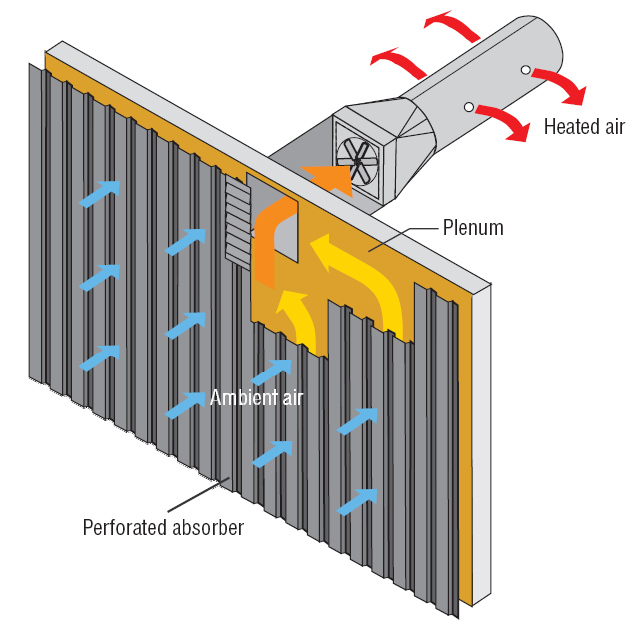
جامع الهواء في نظام الطاقة الشمسية

للحصول على نظام كهروضوئي ذو كفاءة اعلى يجب توفير نظام خلايا كهروضوئي وذو تكلفة اقل. ان تركيب مضخة حرارية جوفية ذات جودة عالية قد يكون لديها ما يعادل (يزيد أو يقل على 20) SEER. المكيف الهوائي ذو ال100,000 وحدة حرارية بريطانية و SEER20 يحتاج إلى اقل من 5 كيلو واط اثناء تشغيله.
التكنولوجيا الأكثر حداثة وذات الطاقة الاقل مثل عكس مضخات العاكس للتيار الكهربائي قد تحقق تقييما يصل إلى 26 SEER.
هناك أنواع جديدة من انظمة التكييف الكهربائية الغير معتمدة على الضاغطات وذات تقييما يصل إلى اعلى من 20 SEER ستظهر في الأسواق. إصدارات جديدة من مرحلة التغيير للمبردات ذات التبخير غير المباشر لا تستخدم سوى مروحة ومزود مائي ليقوم بتبريد البناء بدون زيادة الرطوبة الداخلية (مثل تلك المستخدمة في مطار مكاران في الاس فيغاس نيفادا). في الأجواء الجافة القاحلة وذات رطوبة نسبية اقل من 45% (تقريبا 40% من قارة الولايات المتحدة الأمريكية) تقوم المبردات بالتبخير الغير مباشر بالوصول إلى ما بين 20 إلى 40 SEER. علما بان 10,000 وحدة حرارية بريطانية من المبردات ذات التبخير غير المباشر تحتاج فقط إلى طاقة خلايا كهروضوئية كافية لدورة المروحة (ولا ننسى مصدر للماء).
يمكن لنظام خلايا شمسية جزئي الطاقة وذو تكلفة اقل ان يقلل (وليس ان يزيل تماما) كمية الكهرباء المشتراة شهريا من مزود الطاقة لاستخدامها في التبريد الهوائي وأيضا في استخدامات أخرى. مع الدعم الحكومي الأمريكي للتكلفة من 2.50 دولار إلى 5.00 دولار لكل واط من الخلايا الشمسية ستقل تكلفة الكهرباء المنتجة من الخلايا الشمسية إلى اقل من 0.15 دولار لكل كيلو واط23. وهذه الناحية يتم اعتبارها ذات جدوى اقتصادية خاصة في الاماكن التي تكون فيها التكلفة للطاقة الكهربائية للشركة ما يعادل أو يفوق 0.15 دولار. الطاقة الفائضة المنتجة من هذه الخلايا الشمسية يمكن بيعها إلى مزودات الطاقة في مواقع مختلفة والتي بدورها يمكن ان تقلل أو ان تقضي على الصافي السنوي من المتطلبات الكهربائية.(لمعلومات أكثر ارجع إلى المباني ذات الطاقة صفر).
العامل الرئيسي والمفتاح للوصول إلى تكييف شمسي ذو جدوى اقتصادية هو تقليل متطلبات التبريد لكل بناء. يمكن القيام بتصميم نظام ذو كفاءة عالية لاستخدام الطاقة في المباني الحديثة (وتبنيها ودمجها في المباني القائمة منذ القدم). منذ ان تم إنشاء قسم الطاقة الأمريكي في عام 1977 تم تبني برنامجهم لمساعدة البيئة والذي قام بتقليل حمولة التدفئة والتسخين في المنازل ذات الدخل المنخفض إلى 5.5 مليون أي ما معدله 31%. مئة مليون مبنى أمريكي لا زال يحتاج إلى تحسين المساعدة البيئية أو ما يعرف ب 24weatherization. الممارسات البنائية الغير مدروسة لا زالت تنتج مباني جديدة غير فعالة وتحتاج إلى تحسينات بيئية منذ لحظة السكن فيها.
انه لمن السهل جدا تقليل متطلبات التبريد والتسخين للمباني الجديدة إلى النصف. وهذا غالبا ما يتم عمله بدون تكاليف صافية اضافية لانه يتم توفير بعض هذه التكاليف عن طريق استخدام انظمة تبريد اصغر ومزايا عديدة أخرى

## التبريدالحراري الجغرافي (عن طريق حرارة باطن الأرض الطبيعية)

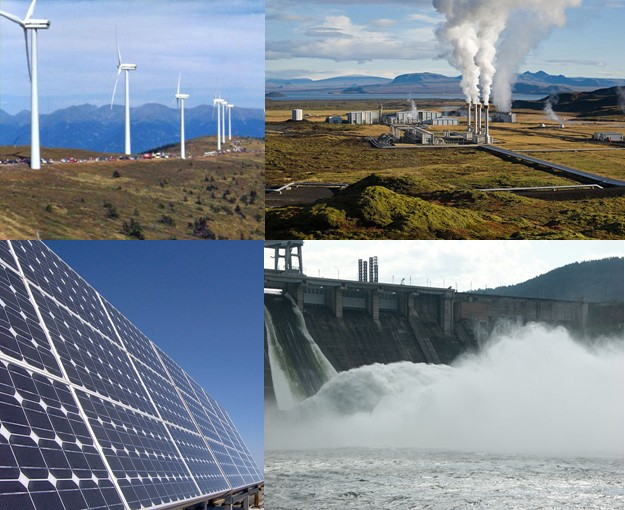
الطقة الحرارية الارضية

انابيب التبريد الارضية يمكنها الاستفادة من درجة حرارة باطن الأرض المحيطة بها لتقليل وازالة متطلبات التكييف الاعتيادية. ان استخدام الطاقة الحرارية الارضية يتميز في العديد من الفصول والأجواء التي يعيش بها الإنسان حيث ان دورها يتمثل في تخفيض تراكم درجات الحرارة الغير مرغوب فيها بشكل كبير وهام، كما انها تساعد في ازالة الحرارة من داخل المباني. على الرغم من ان استخدام هذا النظام يزيد من تكلفة البناء في بادئة الامر الا انه يقم بتوفير تكاليف معدات التبريد التقليدية الباهظة الثمن.
انابيب التبريد الارضية لا تعتبر عى انها ذات كفاءة اقتصادية في البيئات الاستوائية المدارية الرطبة حيث قد تصل حرارة درجة حرارة باطن الأرض إلى ما يعادل درجة حرارة جسم الإنسان الطبيعية. من الممكن استخدام المراوح التي تعمل على الطاقة الكهروضوئية أو ما يسمى بالحرارة المستوقدة الشمسية لاخراج الحرارة الغير مرغوب بها وسحب الهواء ذو الرطوبة المنخفضة الذي مر من خلال درجات حرارة اسطح الأرض للداخل.من أهم الامور التي يجب مراعاتها عند التصميم هي ان يتم أخذ عوامل الرطوبة والتكثيف في عين الاعتبار.
تستخدم مضخة الحرارة الجوفية درجة حرارة الأرض المحيطة بها لتحسين SEER للتسخين والتبريد. ويتم استخدام بئر عميق ليعيد تدوير الماء ويستخلص درجة حرارة باطن الأرض (عادة ما يتم استخلاصا بمعدل 6 إلى 10 جالونات بالدقيقة الواحدة). درجة حرارة باطن الأرض تتميز بانها منخفضة أكثر من اعلى درجات الحرارة المسجلة في فصل الصيف، كما انها اعلى من اخفض قيم درجات الحرارة المسجلة شتاء. درجة توصيل الماء للحرارة تعادل 25 ضعفا من تلك التي يقوم بها الهواء لذلك يعتبر الماء على انه أكثر كفاءة من المضخات الهوائية الحرارية الخارجية اللاتي تصبح ذات كفاءة اقل عندما تنخفض درجة الحرارة الخارجية).
يمكن ان يتم استخدام نفس نوع الآبار الجوفية بدون مضخة حرارية لكن كفاءتها سوف تكون منخفضة بشكل أكبر. يتم ضخ المياه المحاطة بحرارة باطن الأرض من خلال جهاز تدفئة سجي (مشع) مثل (المبردات المستخدمة في السيارات). في مثل هذه الانظمة يتم ضخ الهواء عبر المشعات السجية التي تعمل على تبريد الهواء بدون استخدام نظام تبريد معتمد على ضغط الهواء.ان الألواح الضوئية الكهربائية الشمسية تقوم بانتاج الكهرباء اللازمة لمضخة المياه والمراوح حيث انها بهذا تقوم بالقضاء على المصروفات والفواتير المترتبة على استخدام انظمة التبريد التقليدية. ان هذه الانظمة تمتاز بفعالية اقتصادية طالما انها تستخدم في بيئات تنخفض فيها درجة حرارة باطن الأرض عن الدرجة الطبيعية لجسم الإنسان (نعني استخداما بعيدا عن المناطق المدارية الرطبة).

## المباني ذات الطاقة صفر
الأهداف المرجوة من المباني ذات الطاقة صفر تشتمل على تكنولوجيا مستدامة للمباني الخضراء والتي باستطاعتها ان تقلل أو تمحو فواتير الطاقة الصافية سنويا. الإنجاز العظيم في هذا المجال يتمثل في بناء مستقل خارجي لشبكات الطاقة والذي لا يتطلب وصله بشركات الطاقة ومرافقها. ان الرائدة في تبريد الهواء باستخدام النظام الشمسي سوف يصبح وفي تزايد عامل نجاح حرج ومهم حيث ان دوره سيتمثل في الأجواء الحارة التي تتميز بدرجة حرارة عالية بشكل ملحوظ لا يمكن تجاهلها وتطلب وجود نظام تبريد